# Панкратьев, Теофил Петрович
Теофи́л (Феофил) Петро́вич Панкра́тьев (1796 — 23 марта (4 апреля) 1859) — херсонский гражданский губернатор, действительный статский советник.

## Биография
Родился в 1796 году в семье киевского губернатора Петра Прокофьевича Панкратьева.
Получил домашнее воспитание и после смерти отца в 1810 году был привезён в Петербург; определён на службу в свиту его величества по квартирмейстейской части колонновожатым, а в 1813 году переведён прапорщиком в 14-й егерский полк. С 3 сентября 1814 года поручиком продолжал службу лейб-гвардии Егерском полку, а с 20 марта 1822 года — тем же чином был возвращен в 14-й егерский полк.
Оболенский (только он один) указал, что Панкратьев с 1818 года был членом Союза благоденствия, но не участвовал в тайных обществах, возникших с 1821 года. В результате, его членство в раннем декабристском обществе было Высочайше повелено оставить без внимания.
В 1826 году он вышел в отставку с чином штабс-капитана и определился членом Одесской портовой таможни. В 1840 году, после того, как в Одесской таможне была обнаружена растрата, был отдан под суд с другими членами таможни. Суд, тянувшийся несколько лет, признал его невиновным.
В 1844 году по ходатайству князя M. С. Воронцова был определен в его штат, а 25 января 1845 года был назначен херсонским вице-губернатором. Затем, пробыв с 16 июля 1854 года исправляющим должность губернатора, он был утверждён в ней 17 апреля 1855 года.
Скончался в Одессе 23 марта (4 апреля) 1859 года. По отзыву графа Ф. П. Литке — его двоюродного брата, росшего вместе с Tеофилом Петровичем, тот был человек «ума солидного, тих, кроток, добр и рассудителен».

## Семья
Жена — Целестина Антоновна Фонтон, дочь тайного советника, дипломата А. А. Фонтона (1780—1864). Их дети: Анна, Юлия, Мария.